# アルティプラーノプレート

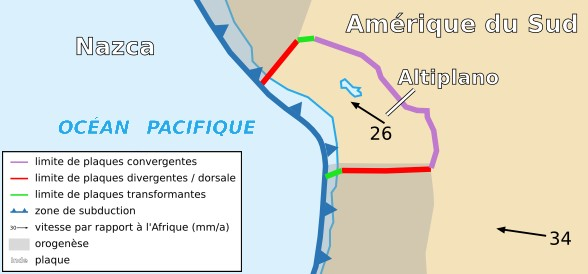
アルティプラーノプレートの動き

アルティプラーノプレート（英語:Altiplano Plate）とは、ペルー南部からボリビア西部、チリ北部にかけて広がるプレート。先述部分のアンデス山脈とアルティプラーノを含む地域に所在する。また、西端部ではペルー海溝があり、太平洋プレートと、それ以外では南アメリカプレートと接している。